# Morangis (Marne)
Morangis ist eine französische Gemeinde mit 367 Einwohnern (Stand: 1. Januar 2022) im Département Marne in der Region Grand Est. Sie gehört zum Arrondissement Épernay und zum Kanton Épernay-2. Die Einwohner werden Morangissois genannt.

## Lage
Morangis liegt etwa 33 Kilometer südsüdwestlich von Reims. Umgeben wird Morangis von den Nachbargemeinden Brugny-Vaudancourt im Norden und Westen, Chavot-Courcourt im Norden und Nordosten, Monthelon im Nordosten, Mancy im Osten und Nordosten, Moslins im Süden und Südosten sowie Montmort-Lucy im Südwesten.

## Bevölkerungsentwicklung
| Jahr                       | 1962 | 1968 | 1975 | 1982 | 1990 | 1999 | 2006 | 2011 | 2018 |
| Einwohner                  | 89   | 96   | 127  | 199  | 245  | 220  | 270  | 327  | 401  |
| Quellen: Cassini und INSEE |      |      |      |      |      |      |      |      |      |

## Sehenswürdigkeiten

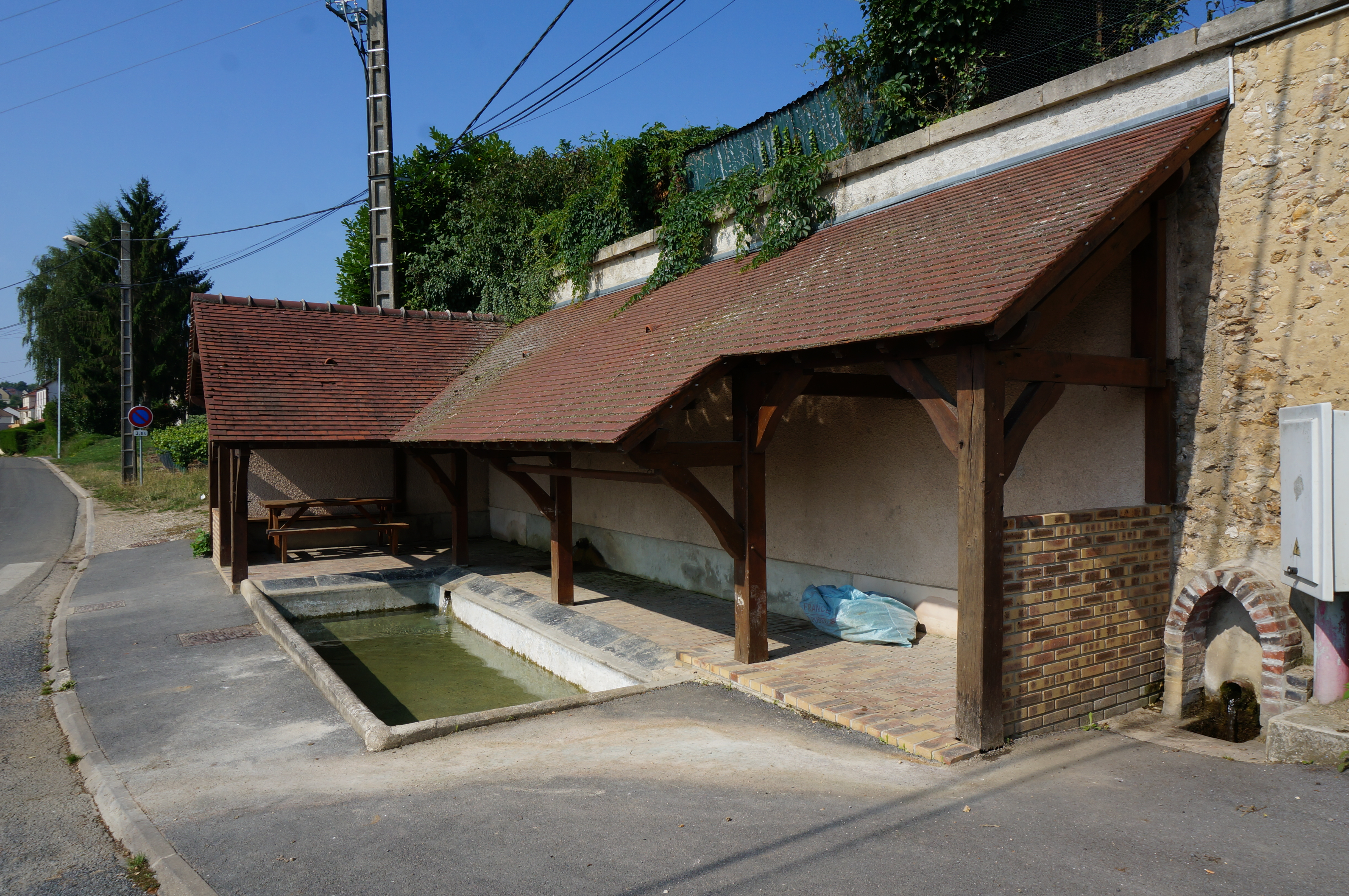
Waschhaus

- zwei Lavoirs (Waschhäuser)